# Маленький принц (альбом)
«Маленький принц» — концертный альбом, записанный в 1980 и официально изданный в 2000 году. Представляет собой запись одного из вариантов одноимённой концертной программы, исполнявшейся рок-группой Машина времени в 1979—1981 годах.

## История
«Маленький принц» представляет собой рок-оперу: песни перемежаются текстами сказки «Маленький принц» Антуана де Сент-Экзюпери, читаемыми Александром Бутузовым по прозвищу Фагот. «Маленький принц» исполнялся отдельной программой в течение нескольких лет, со временем программа менялась и подвергалась цензурной правке, помимо текстов «Маленького принца» в ней появились отрывки из произведений других авторов.
Александр Бутузов описывал программу так:

У меня на сцене имелся столик, покрытый какой-то тканью, типа скатерти. На нём стояла лампа, были разложены красивые тома… Я садился за этот стол, слушал песни «МВ», звучавшие за моей спиной, и делал вид, что они меня вдохновляют на то, что я сейчас произнесу. Так происходило в первом отделении. А во втором, уже без всяких литературных прелюдий, сплошняком шли хиты «Машины».
…
В дальнейшем программа «Маленького принца», не знаю с какого перепугу, дополнилась, помимо текста Экзюпери, стихами Арсения Тарковского, Михаила Анчарова, даже из Януша Корчака я, кажется, что-то читал.— М. Марголис. "Затяжной поворот". Интервью А. Бутузова.
В 1980 году группа подготовила программу к показу в Театре эстрады в Москве (программа была заново подготовлена, отрепетирована, специально для неё музыкантам шились костюмы), были пройдены все предварительные согласования, в кассы даже уже поступили билеты, но на последнюю сдачу программы худсовету приехал функционер ЦК КПСС по фамилии Иванов и распорядился «повременить» (по одной из версий, упомянутой в «Затяжном повороте» Марголиса, «товарищ из ЦК» был недоволен не столько содержанием программы, сколько национальным составом группы, и именно ему принадлежит выражение «Машина с евреями», которой позже Пётр Подгородецкий назвал свои мемуары). В результате концерты были отменены. Окончательно «Машина Времени» отказалась от данного формата выступлений («музыка плюс литературные интерлюдии») в 1981 году, когда из группы за систематические дисциплинарные проступки (пьянство на работе, неоднократное попадание в медвытрезвитель) был уволен Бутузов.
Группа намеренно не занималась записью этого альбома. Это делали люди, которые приходили на концерт, и желали иметь «Машину Времени» у себя дома. Музыканты воспользовались такой ситуацией и объявили о сборе старых записей своих концертов. В ответ на просьбу пришло большое количество хорошо сохранившихся записей, из которых «машинисты» выбрали две лучшие по качеству и исполнению.
В результате в альбом «Маленький принц» вошла запись, которая была сделана во время сдачи концертной программы худсовету в 1980 году. Поэтому там нет аплодисментов или любой другой реакции публики: в зале сидело всего двенадцать человек.

## Оценки
Можно встретить различные мнения о программе «Маленький принц», как резко положительные, так и резко отрицательные, впрочем, как те, так и другие исходят от лиц небеспристрастных. Так, Пётр Подгородецкий в книге «Машина с евреями» отозвался о «Маленьком принце» крайне пренебрежительно:

В этой программе все притянуто друг к другу за уши. Проза Сент-Экзюпери, стихи и песни «Машины времени» объединены вместе только для того, чтобы получить возможность пройти художественный совет. Ни о каком «синтезе искусств» речи быть не может.— П. Подгородецкий. «Машина с евреями».
Александр Бутузов, напротив, говорит о программе как об оригинальном для своего времени постановочном ходе:

Макар интуитивно или просчитано добился очень важной вещи — заставил публику в первой половине концерта сидеть и внимательно слушать, то, что ей исполняли. Это было уникальное явление.
«Зачем, в принципе, я прихожу на сейшен? Чтобы побеситься. Я же не на концерт музыки Вивальди отправился, а на „Машину Времени“. И тут мне какую-то пургу гонят. Сидит странный мужик, книгу читает… Вы, рок-н-ролл давайте…»

Казалось бы, так публика должна рассуждать. Но она молчала и слушала. Звучали, конечно, отдельные посвисты в первом отделении, но быстро стихали. А, если кто и оставался в недоумении, то во второй, хитовой части концерта, получал полный оттяг.— М. Марголис. "Затяжной поворот". Интервью А. Бутузова

## Список композиций
Все песни (кроме отмеченных) написаны Андреем Макаревичем.
CD 1
1. Вступление
2. Лица
3. Синяя птица
4. Ты или я
5. Хрустальный город
6. Дай мне ответ
7. Свеча
8. Снег
9. Право
10. Три окна

CD 2
1. В Никитском ботаническом саду
2. Ах, что за луна (Подгородецкий — Макаревич)
3. Кафе «Лира»
4. Будет день
5. Песня про паузы
6. 20 лет
7. Моим друзьям
8. Барьер
9. Флаг над замком
10. Кого ты хотел удивить?
11. Поворот (Кутиков, Подгородецкий — Макаревич)

## Интересные факты
- Концерт завершался песнями «Скачки» и «Родной дом»[2].
- В интернете также доступна другая версия «Маленького принца», записанная в феврале 1979 года в Ленинграде Андреем Тропилло. Она примечательна тем, что группа была в ином составе (Андрей Макаревич, Евгений Маргулис, Александр Воронов, Сергей Кавагое и Александр Бутузов), в записи другой порядок исполнения композиций, песни «В Никитском ботаническом саду» и «Кого ты хотел удивить?» поет Евгений Маргулис, присутствует неизвестная песня «Молитва», а «Три окна» почти в акустическом варианте[3].

## Состав группы
- Андрей Макаревич — гитара, вокал, клавишные
- Александр Кутиков — бас-гитара, вокал
- Пётр Подгородецкий — клавишные, вокал
- Валерий Ефремов — ударные
- Александр Бутузов — читает стихи